# Tanácsi munkacsoport
A tanácsi munkacsoport az Európai Unió Tanácsának előkészítő szerve. A több mint 150 munkacsoport feladata az Európai Bizottság jogalkotási javaslatainak első vizsgálata, és nagy szerepük van a háromoldalú egyeztetéseken (trilógus) is, amely az Európai Unió jogalkotási eljárásának lerövidítését szolgálják.
A munkacsoportok a tagállamok, az Európai Bizottság és a Tanács Főtitkárságának köztisztviselőiből állnak, elnökük pedig az a tagállam, amelyik jelenleg a Tanács soros elnökségét tölti be.
Szakértők szerint a Tanács döntéseinek többségét informálisan munkacsoportok hozzák meg.

## Jogalap
A tanácsi munkacsoportok jogalapja a Tanács eljárási szabályzatának 19. cikkének (3) bekezdése. E szabály szerint a „Coreper által vagy annak jóváhagyásával munkacsoportok hozhatók létre bizonyos, előre meghatározott előkészítő munkák vagy tanulmányok elvégzése céljából”. A Coreper az Állandó Képviselők Bizottsága. Feladata a miniszteri tanácsok előkészítése, így ez a testület hozza létre vagy hagyja jóvá az összes tanácsi munkacsoportot.

## Feladatai

### A bizottsági javaslatok első vizsgálata
Az Európai Unió jogalkotási eljárásában az Európai Bizottságának kizárólagos joga van jogalkotási folyamatot kezdeményezni, javaslat formájában (néhány ritka kivételtől eltekintve). Amennyiben az Európai Bizottság új jogszabályt javasol, ezt a javaslatot (más néven „dossziét”) első vizsgálatra benyújtják egy tanácsi munkacsoportnak. A Tanács soros elnöksége dönti el, hogy melyik munkacsoport kapja a javaslat vizsgálatának feladatát. 
Egy tanácsi munkacsoportban minden tagállamot köztisztviselői képviselnek, akik vagy a minisztériumukból, vagy az állandó képviseletükről érkeznek.  A munkacsoport tagjai megvizsgálják a bizottság javaslatát és elemzik, hogy a javaslat összeegyeztethető-e az adott tagállam jogrendszerével, valamint hogy a javaslat politikája elfogadható-e a nemzeti kormányuk számára. Erre a munkára a kormányuktól kapnak jóváhagyott álláspontot.  A munkacsoport ülései során az Európai Bizottság köztisztviselőinek feladata, hogy elmagyarázzák és megvédjék javaslatukat. 
A Bizottság javaslatának vizsgálata véget ér, ha a Tanács soros elnöksége arra a következtetésre jut, hogy elegendő támogatottság áll rendelkezésre a Tanács közös álláspontjának, az elfogadásához (ez az úgynevezett általános megközelítés). A munkacsoportban azonban nem történik szavazás. 
A Tanács elnöksége ezután szavazásra benyújtja a munkacsoport álláspontját a Corepernek a dossziéval kapcsolatban. A Coreperben a tagállamokat állandó képviselőik képviselik, tehát nagyköveti szinten. Ha a szavazás sikeres, a dosszié az Európai Unió Tanácsához kerül, amelyet miniszteri szinten hívnak össze, hogy zárószavazást tartsanak az általános megközelítésről. Míg a munkacsoportokban előre meghatározott tagállami álláspontok hangzanak el, Tanács alatt bármely miniszter "ott és akkor" változtathat a tagállami állásponton saját jogkörében.

### Háromoldalú egyeztetés során
A Tanács munkacsoportjai szintén szerepet játszanak a háromoldalú egyeztetések során. A háromoldalú egyeztetések az Európai Parlament, a Tanács és az Európai Bizottság közötti intézményközi tárgyalások az európai jogalkotási folyamat végső szakaszában. E tárgyalások során kompromisszumot kell találni a három európai intézmény álláspontja között.
A Tanács elnöksége tárgyal a Tanács nevében a háromoldalú egyeztető üléseken. Az elnökséget gyakran egy nagykövet, vagy az adott munkacsoport elnöke képviseli. Az elnökségnek jelentést kell tennie a tagállamoknak, hogy tájékoztassa őket a tárgyalások előrehaladásáról. Ez gyakran úgy történik, hogy szóban tájékoztatják a Tanács munkacsoportját, és megosztanak egy frissített „négyhasábos dokumentumot”, amely dokumentum első hasábjában a Bizottság javaslata, második hasábjában az Európai Parlament álláspontja, harmadik hasábjában a Tanács általános megközelítése, végül pedig negyedik hasábjában a jelenlegi kompromisszumos álláspont szerepel. A munkacsoport ülései során a tagállamok visszajelzést és iránymutatást adhatnak az elnökségnek a különböző kompromisszumos álláspontokkal kapcsolatos véleményükről. Ez kiemelt fontosságú, mivel a háromoldalú egyeztetések során elfogadott kompromisszumos álláspontot többek között a Corepernek és a Tanácsnak (miniszteri szinten) hivatalosan is jóvá kell hagynia, ezért elengedhetetlen a kellő támogatottság. 

## A Tanács munkacsoportjainak száma és az ülések ütemterve
A Tanács Főtitkárságának feladata a Tanács előkészítő szerveinek nyilvános listájának biztosítása, és csak az ezen a listán szereplő munkacsoportok ülésezhetnek a Tanács előkészítő szerveiként. Több mint 150 munkacsoport létezik.
A különböző munkacsoportok üléseinek menetrendje jelentősen eltérhet. Vannak, akik hetente találkoznak, mások csak félévente a dosszié dinamikájától és politikai jelentőségétől függően . 

## Fontosságuk a Tanács döntéshozatali folyamatában
A munkacsoportok döntéshozatalának fontosságát nagyra értékelték. Häge azzal érvel, hogy „bár a munkacsoportok csak "előkészítik" a miniszterek munkáját, [...] de facto ők hozzák meg a Tanács döntéseinek többségét”. Ezt az álláspontot az a megfigyelés támasztja alá, hogy ha munkacsoporti szinten megállapodás születik, akkor ezt a döntést általában egyszerűen hivatalosan jóváhagyja a Coreper és a Tanács érdemi vita nélkül. Ondřej Doležel, az Európai Bizottság ideiglenes alkalmazottja hasonló következtetésre jutott, hogy a „ jogalkotási aktusok tartalmának 70–99 százalékát „munkacsoportok rendezik”.
A jelentős munka miatt gyakran éri kritikai a munkacsoportokat, ugyanis a munkacsoportok tanácskozásai nem nyilvánosak, és így munkájuk demokratikus ellenőrzése nehézkes.

## Fordítás
Ez a szócikk részben vagy egészben  a   Council Working Party című angol Wikipédia-szócikk ezen változatának fordításán alapul.  Az eredeti cikk szerkesztőit annak laptörténete sorolja fel. Ez a jelzés csupán a megfogalmazás eredetét és a szerzői jogokat jelzi, nem szolgál a cikkben szereplő információk forrásmegjelöléseként.